# Палас (хотел в Охрид)
Вижте пояснителната страница за други значения на Палас.
„Палас“ (на македонска литературна норма: „Палас“) е хотел в град Охрид, Република Македония. Сградата е обявена за значимо културно наследство на Република Македония.

## Архитектура
Хотелът е разположен на охридската променада – от едната страна гледа към улица „Кей Македония“, а от другата гледа към улица „Партизанска“. Изграден е в периода 1952 – 1957 година. Архитектурата на сградата е характерен за периода на градежа ѝ. Построена е в три части. Първата част, която е с партер и пет етажа, е без еркери, с правоъгълни прозорци, разположени симетрично един над друг, а фасадата на тази част е от бял мрамор. Останалите две части са с партер и един етаж със същата характерна за периода архитектура, мраморна фасада и стрига симетрия, като и двете части са много пъти реновирани, а ресторантът е доизграден в различен архитектурен стил. На приземния си етаж хотелът има входно антре с рецепция към улица „Партизанска“, а към улица „Кей Македония“ са разположени хотелските помещения, сред които са ресторантът и барът, а на етажите са разположени със стаите за гостите.
Сградата е в сравнително добро състояние, но след затварянето на хотела постепенно се поврежда, защото не се използва и не се поддържа.
Сградата е напълно автентично запазена, особено фасадата. Изключение прави ресторантът, който е доизграден и обновен в стъкло и алуминий, нарушавайки автентичния вид на хотела.